# Expedición de Astor
La conocida como expedición de Astor (1810-1812) fue una expedición encabezada por estadounidenses que viajó por tierra y por mar hasta la desembocadura del río Columbia para establecer un emporio comercial de pieles. Financiada por el empresario de Nueva York John Jacob Astor, era parte de su sueño de construir una red global que uniese los puestos comerciales en el Atlántico y el Pacífico. Fort Astoria, hoy Astoria, Oregón, fue el segundo asentamiento europeo en el noroeste, después del realizado por la expedición de Lewis y Clark de unos años antes.
Aunque el emporio soñado por Astor fracaso por varias razones, la expedición por tierra fue la segunda expedición estadounidense que logró atravesar en dirección oeste el entonces desconocido interior de América del Norte. Esta expedición puso de manifiesto que gran parte de la ruta a lo largo de la llanura del río Snake y del valle del Columbia podría ser transitada por recuas o carromatos con unas pequeñas mejoras viales, y será la base de las futuras vías de acceso al oeste: la ruta de Oregón, la ruta de California y la ruta mormón, propiciando los futuros establecimientos estadounidenses en Oregón y Washington.

## Historia
En 1810, el comerciante de pieles y empresario John Jacob Astor, socio de la Compañía Americana de las Pieles (American Fur Company), equipó una expedición —conocida popularmente por ello como la expedición de Astor o los astorianos— para emplazar puestos comerciales de pieles en el territorio de caza del río Columbia. La expedición constaba de dos grupos: uno que iría por mar en el buque Tonquin, que rodearía América del Sur y establecería el primer puesto comercial estadounidense en la boca del río Columbia, el futuro Fort Astor; y un segundo grupo que iría por tierra, dirigido por Wilson Price Hunt —la expedición es también referida como la «partida de Hunt» (Hunt Party)— e intentaría encontrar una posible ruta para abastecer esos puestos atravesando el continente.
Se ha sugerido que la expedición podría ser denominada más precisamente la «expedición por tierra de la Compañía de la piel del Pacífico» (Overland Expedition of the Pacific Fur Company). Los miembros de la partida se denominan comúnmente «astorianos por tierra» (Overland Astorians).

### Antecedentes

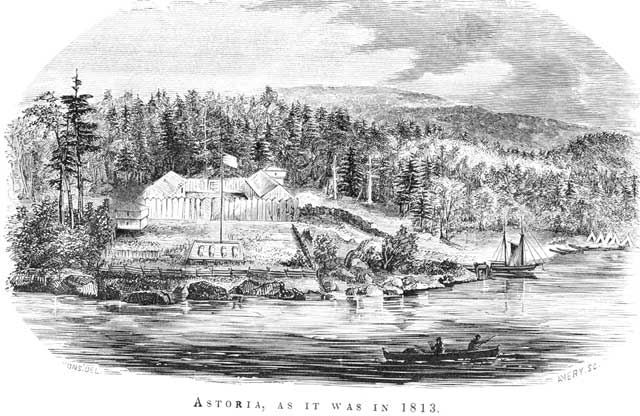
El puesto comercial de Fort Astor, en 1813, establecido en 1811 en la desembocadura del río Columbia. (Gabriel Franchère, Journal of a Voyage on the North West Coast of America During the Years 1810–1814, 1854).

Después de la muerte de Meriwether Lewis en 1809, los estadounidenses comenzaron a buscar un gobernador adecuado para colonizar los nuevos territorios. Astor esperaba encontrar una solución con su propuesta de abrir una ruta al oeste. Los planes de Astor eran crear una empresa que controlase todo el comercio de la piel existente, así como extender los caminos hasta el Pacífico. En un ejercicio de comercio triangular, sus barcos navegarían desde Nueva York hasta Oregón cargados de mercancías para comerciar con los nativos, como granos y mantas, donde obtendrían a cambio pieles; navegarían luego hasta China, donde las pieles se podrían vender por 10 veces o más ganancias; allí comprarían porcelana y té y navegarían a Londres y se benefician de su comercio allí; después cargarían bienes manufacturados ingleses y continuarían de regreso a Nueva York completando el círculo. Sin embargo, los británicos tenían establecidos monopolios en las zonas que Astor esperaba controlar con el establecimiento de la Pacific Fur Company y la organización de la partida de Astoria tampoco fue bien recibida por empresas peleteras ya establecidas, como la Compañía del Noroeste y la Compañía de la Bahía de Hudson.
Parecía que se avecinaba otra guerra comercial debido a la organización y ejecución por un grupo tan organizado. Solo cuando otros comerciantes de pieles estadounidenses rehusaron participar, Astor no quiso «ceder tan lucrativo comercio a sus colegas británicos y canadienses sin una dura competencia». Astor entendió que su propuesta para la expedición tenía tanto fines comerciales como políticos y para ello tenía que conseguir el apoyo del gobierno. En 1810 John Jacob Astor, junto con sus socios canadienses, Alexander McKay, Duncan McDougall, y Donald Mackenzie se reunió en Nueva York y logró firmar un acuerdo provisional para la Pacific Fur Company.
Astor era dueño de la mitad de la Compañía de Pieles del Pacífico (la mitad de las acciones estaban en poder de la American Fur Company, que era propiedad exclusiva de Astor). La otra mitad de la compañía del Pacífico se dividió entre sus socios comerciantes, cada uno dueño de entre dos y media a cinco acciones (con algunas acciones en la reserva). Los socios comerciantes se aventurarían todos por el río Columbia, ya fuese por tierra o por barco.

### La expedición marítima
La expedición terrestre tenía como apoyo un gran grupo que viajaría por mar y establecería un asentamiento desde el que podrían comerciar y que en principio se aprovisionaria por vía marítima. El 23 de agosto de 1810 Astor adquirió por 37.860 dólares a Fanning & Coles un barco de 290 toneladas, el Tonquin, que había sido construido en Nueva York en 1807, y que sería utilizado por la Pacific Fur Company. Luego puso a su mando a Jonathan Thorn, teniente de la Armada de los Estados Unidos, encargado de un mercante armado con 10 cañones.
El 8 de septiembre de 1810 el Tonquin y su tripulación partieron del puerto de la ciudad de Nueva York con destino al río Columbia. El cargamento a bordo incluidos bienes para comerciar por pieles, semillas, material de construcción para un puesto comercial, herramientas, y el cuadro para construir una goleta que sería utilizada en el comercio costero. La tripulación estaba formada por 34 personas, incluyendo al capitán, 30 de los cuales eran súbditos británicos. Iban cuatro socios de la empresa: Duncan McDougall, David y Robert Stuart, y Alexander McKay. Además había 12 empleados y 13 voyageurs canadienses, además de cuatro comerciantes: Augustus Roussel, herrero, Johann Koaster, carpintero, Job Aitkem, constructor de barcos, y George Bell un tonelero. (El relato del viaje en el Tonquin del secretario Gabriel Franchère formó parte más tarde de su Narrative of a Voyage to the Northwest Coast of America.)
Tras bordear América del Sur en una difícil travesía en la que Thorn se labró una reputación como oficial estricto y antipático, a principios de 1811 llegaron a la desembocadura del río Columbia, desembarcando hombres y suministros y estableciendo Fort Astoria, el primer asentamiento permanente estadounidense en el Pacífico (hoy en día Astoria). El Tonquin abandonó el río Columbia para hacer una expedición comercial por el Estrecho de Puget (actual Washington). Jonathan Thorn fue asesinado y el Tonquin destruido en un enfrentamiento con un grupo de nativos americanos en la isla de Vancouver, al parecer en represalia por haber lanzado a su jefe por la borda el día anterior en una negociación del precio de las pieles. Esto colocó a los ocupantes del fuerte Astoria en una posición difícil, al no tener acceso al transporte por vía marítima.
Tras la destrucción del Tonquin, el también socio de la Compañía Americana de las Pieles, Robert Stuart, condujo un pequeño grupo de hombres de regreso para informar a Astor. El grupo tenía previsto recorrer el camino seguido por la expedición por tierra, remontando el Columbia y luego el Snake. Temiendo un ataque indio cerca del paso Union (en el actual Wyoming), se dirigieron más al sur donde el grupo descubrió el paso Sur (South Pass), un paso muy amplio y fácil sobre la divisoria continental de América. La expedición continuó al este, vía río Sweetwater y luego río Platte del Norte, donde pasaron el invierno de 1812-1813. Siguieron después por el río Platte hasta el río Misuri, llegando finalmente a San Luis, en la primavera de 1813. La ruta que habían seguido, explorada de oeste a este, parecía ser una ruta potencialmente practicable para los carros, requiriendo de un mínimo de mejoras y los diarios de Stuart proporcionan siempre una minuciosa descripción de la mayor parte de la ruta. Desafortunadamente, a causa de la guerra anglo-estadounidense de 1812 y la falta de puestos comerciales de pieles estadounidenses en el Territorio de Oregón la mayor parte de la ruta fue olvidada durante más de 10 años.

### La expedición por tierra
Wilson Price Hunt, un empresario de St. Louis que no tenía experiencia en el interior del continente, fue el elegido para liderar la partida por tierra hasta el río Columbia. La mayoría de los hombres que integraban el grupo de tierra fueron contratados entre cazadores, intérpretes, guías y voyagers canadienses. La partida también incluía una mujer, Marie Dorion, una nativa iowa y esposa de Pierre Dorion, y sus dos hijos pequeños. Los Dorion tendrían un bebé en el viaje pero moriría cerca de la actual Union (Oregón).
Hunt tomó una serie de decisiones que, en retrospectiva, fueron desastrosas para la expedición. Pero esos errores (y la expedición de retorno de la empresa dirigida por Robert Stuart) dieron lugar a los descubrimientos más famosos. Hunt tomó la medida inusual de iniciar su expedición justo antes del invierno, saliendo de San Luis el 21 de octubre de 1810. La expedición viajó 450 millas aguas arriba por el río Misuri antes de establecer el campamento de invierno en la isla Nodaway, en la desembocadura del río Nodaway (en el actual condado Andrew, al norte de St. Joseph).
La expedición de Hunt dejó el campamento de invierno de Nodaway el 21 de abril de 1811.

#### Nueva ruta hacia el Noroeste

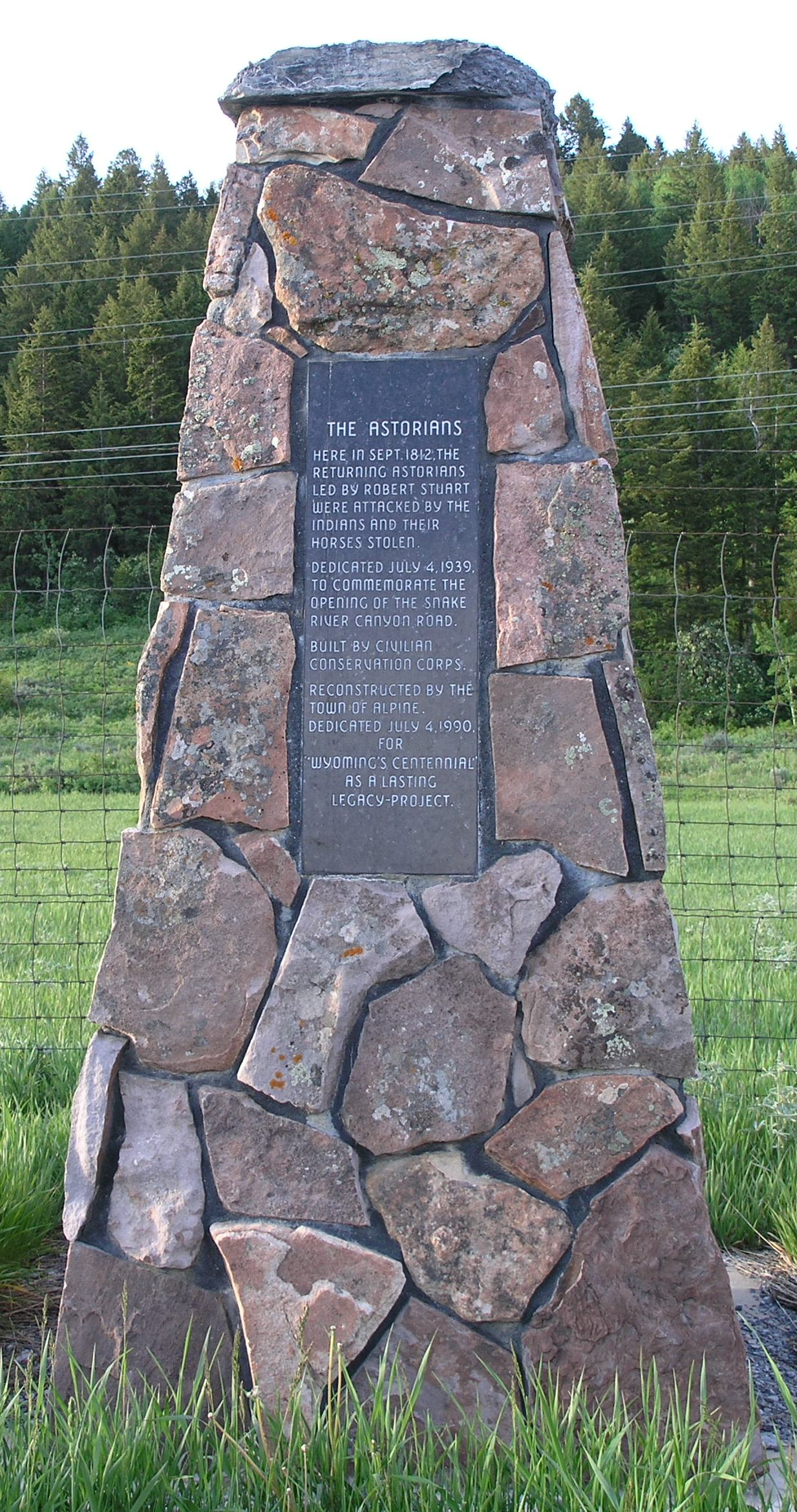
Una placa marca el punto a lo largo del río Snake donde una partida de ataque india robó caballos a los astorianos que regresaban en septiembre de 1812

El 26 de mayo de 1811, para evitar posibles ataque de los indios pies negros, Hunt decidió no seguir la ruta de Lewis y Clark —que habían remontado el Misuri— y optó por llevar a su grupo por tierra a través de una vía más al sur a través de lo que hoy es el estado de Wyoming. Después de tener problemas para obtener caballos, no pudieron dejar a los arikaras en Dakota del Norte hasta mediados de julio. Varios hombres se separaron del grupo principal para trampear y cazar en el territorio de los actuales estados de Wyoming y del este de Idaho, acumulando unas 6000 libras de carne de búfalo seca al noroeste de la actual Pinedale.
El grupo cruzó la cordillera Wind River (Wind River Range) por el paso Union (2810 m) (Union Pass) y alcanzó el valle de Jackson Hole. Desde allí, cruzaron la cordillera Teton por el paso Teton (2570 m) y descendieron los valles de la cuenca del río Snake (en el actual Idaho), hasta llegar a Fort Henry en septiembre (un campamento de invierno construido en esa misma temporada 1810-1811 por Andrew Henry a orillas de uno de los ramales del río Snake, que ahora lleva su nombre, el Henrys Fork).
El grupo dejó allí sus caballos y construyeron varias canoas para seguir. Descendieron en ellas el río Snake (que Hunt llamó Canoe River, «río de las canoas») hasta llegar a una zona de rápidos y cataratas cerca de la actual localidad de Milner (Idaho), donde dos de las canoas volcaron y uno de los hombres se ahogó, perdiendo una parte importante de sus equipos y suministros. Lamentablemente, después de varios días de viaje, descubrieron que no podían continuar por el río ya que las cañadas, cascadas y rápidos lo hacían innavegable como vía fluvial. Demasiado alejados para regresar a por sus caballos, emprendieron a pie el resto del camino que les debía de llevar al río Columbia. El grupo se dividió, aguas arriba de la actual Twin Falls, Idaho, y se formaron tres partidas, dos formadas por exploradores y una por los tramperos:
- la partida dirigida por Donald Mackenzie viajó en dirección general norte y se abrió camino a través de la parte baja del río Snake hasta llegar al Columbia, que descendieron, alcanzando Fort Astoria en enero de 1812.

- las partidas dirigidas por Ramsay Crooks y el propio Wilson Price Hunt viajaron por ambas orillas del río Snake hasta que se reunieron de nuevo cerca del extremo superior de Hells Canyon. De nuevo juntos, fueron guiados por los nativos hacia el oeste hasta llegar al río Columbia, cerca de Umatilla, y luego descendieron río abajo hasta llegar a Fort Astoria el 15 de febrero de 1812.

- Varios hombres se habían separado del grupo principal de regreso a Wyoming y en Fort Henry en Idaho para trampear. Además, Ramsey Crooks y John Day, con cuatro canadienses, fueron dejados atrás por su partida cerca de la actual Weiser, cuando el grupo siguió abriéndose camino en la cuenca del Columbia.

Crooks y Day fueron los últimos rezagados del grupo inicial en llegar a Fort Astoria en abril, sin contar que David Stewart, que había llegado en barco y se aventuró hasta el Columbia para establecer un puesto comercial en el río Okanagan, ya estaba regresando a Fort Astoria. Al final, solo 45 de los 60 miembros originales de la expedición lograron alcanzar Fort Astoria
Hunt dejó Astoria vía marítima el 4 de agosto de 1812.
Una partida dirigida por Robert Stuart (incluyendo a John Day, que fue dejado por Stuart en la parte baja del río Columbia después de haber sido declarado loco) fue enviada de regreso a San Luis, dejando Fort Astoria en junio de 1812. Pasaron el invierno en el río Platte y llegaron a San Luis el año siguiente. En el camino, descubrieron el paso Sur a través de las Montañas Rocosas en Wyoming.
La mayoría de astorianos sobrevivió al viaje, pero fracasaron totalmente en su intento de abrir un camino seguro a Oregón y apenas lograron llegar un poco antes que una expedición de una compañía peletera británica de la competencia. Sin embargo, el componente terrestre (y los viajes de regreso de sus miembros) dio lugar a descubrimientos en Wyoming, incluyendo el paso del Sur que cruza las Montañas Rocosas, y que permitirá que la ruta que seguía el río Snake iba a ser recorrida por cientos de miles de colonos a lo largo de la ruta de Oregón, la ruta de California y la ruta Mormón.

### La guerra de 1812 y el final de la empresa
Aunque el plan de Astor era hacerse con el control del comercio de pieles en el noroeste del Pacífico estableciendo el primer asentamiento estadounidense en la costa del Pacífico, su cumplimiento tuvo corta duración. Tanto los estadounidenses como los súbditos británicos establecidos que ocuparon conjuntamente el luego conocido como territorio de Oregón tenían miedo de que un buque de la otra parte llegase y se apoderase de sus bienes como botín de guerra. En octubre de 1813, bajo la coacción durante la guerra de 1812, los socios de la Pacific Fur Company vendieron el fuerte y todos las propiedades relacionadas en el antiguo país de Oregón a la Compañía del Noroeste, una compañía británica dedicada también al comercio de pieles con sede en Montreal. Varias semanas después, el HMS Racoon arribó llevando un socio de la Compañía del Oeste y suministros para preocupación de Canadá.
Aunque los astorianos ya habían vendido a los británicos cuando estalló la guerra, el tratado que puso fin a las hostilidades estipulaba que todo volvería al statu quo ante bellum, lo que significaba que los estadounidenses obtendrían sus propiedades de nuevo. Regresaron de inmediato a los británicos, a quienes había vendido y para quienes muchos de ellos se empleaban entonces, pero el resultado fue que cuando el primer tratado de ocupación conjunta se realizó, tanto Estados Unidos como Gran Bretaña tenía una presencia en el territorio de Oregón. Aunque los astorianos vendieron su participación a los británicos antes de que estallara la guerra, de haberse sabido es muy probable que el tratado hubiese estipulado que Oregón, que estaba en ese momento ocupado solo por súbditos británicos, hubiese pertenecido a Gran Bretaña, con el resultado de que Oregón finalmente se convertiría en parte de Canadá. En este sentido, pudiera ser que la mal guardada expedición de los astorianos salvase Oregón para los Estados Unidos.

### Asentamientos de los astorianos en Oregón
Dos miembros sobrevivientes de los astorianos, Étienne Lucier y Joseph Gervais, más tarde se convertirían en agricultores en la French Prairie y participaron en las Champoeg Meetings.

## Otras lecturas
- Se han escrito muchos relatos de la expedición por tierra de la Pacific Fur Company. Dos naturalistas británicos, John Bradbury y Thomas Nuttall, acompañaron a la expedición hasta llegar a las regiones de los pueblos arikara y mandan en la actual Dakota del Sur y Dakota del Norte. Nuttall publicó en 1818 un relato de sus observaciones en el libro The Genera of North American Plants [Los géneros de plantas de Norteamérica], así como en 1832 Manual of the Ornithology of the United States and of Canada [Manual de ornitología de Estados Unidos y Canadá]. Bradbury publicó un excelente relato de ese tramo del viaje por el Misuri en su libro Travels in the Interior of America in the Years 1809, 1810, and 1811 [Viajes en el interior de América en los años 1809, 1810 y 1811].

- El naturalista Henry Marie Brackenridge que acompañó a la partida de la Missouri Fur Company dirigida por Manuel Lisa hasta el río Misuri en la misma época. Brackenridge también escribió un relato, Journal of a Voyage up the Missouri River in 1811, [Diario de un viaje por el río Misuri en 1811], que fue publicado en 1814.

- El diario de Wilson Price Hunt que recoge las anotaciones desde el río Misuri hasta Fort Astoria se publicó en francés en 1820, pero no fue traducido y publicado en inglés hasta 1935. La obra Astoria de Washington Irving fue publicada en 1836 (para una sinopsis de la exactitud de la obra de Irving, ver la edición Edgeley W. Todd). Y aunque llegaron a Fort Astoria por mar, y no acompañaron a la partida terrestre, los secretarios Gabriel Franchere, Alexander Ross y Ross Cox publicaron cada uno de ellos memorias adicionales a las de la Compañía del Pacífico, incluyendo también relatos de la expedición por tierra.